# 神戸家庭裁判所
神戸家庭裁判所（こうべかていさいばんしょ）は、兵庫県神戸市にある日本の家庭裁判所の一つで、兵庫県を管轄している。略称は、神戸家裁（こうべかさい）。伊丹、尼崎、明石、柏原（丹波市）、姫路、社（加東市）、龍野（たつの市）、豊岡、洲本に支部を、浜坂（新温泉町）に出張所を置いている。
神戸家庭裁判所の支部は神戸地方裁判所支部に併設されている。また、支部・出張所に簡易裁判所が併設されている。

## 所在地
- 本庁：兵庫県神戸市兵庫区荒田町3丁目46-1　北緯34度41分14.2秒 東経135度10分5.2秒 / 北緯34.687278度 東経135.168111度
JR神戸線神戸駅下車（駅前バスターミナル）又は神戸高速鉄道高速神戸駅下車（東出口～JR神戸駅前バスターミナル）市営バス9系統吉田町行き, 110系統JR鷹取駅前行き（大学病院・板宿経由）, 又は112系統JR鷹取駅前行き（大学病院・天井川経由）「家庭裁判所前」下車すぐ。
神戸市営地下鉄西神・山手線 大倉山駅 西1番出口 北徒歩10分
- 伊丹支部：兵庫県伊丹市千僧1丁目47-1　北緯34度47分0秒 東経135度24分4.6秒 / 北緯34.78333度 東経135.401278度
JR福知山線 伊丹駅から市バス17の1系統又は11の1系統で15分「裁判所前」下車すぐ
阪急電鉄伊丹線 伊丹駅から市バス17の1系統又は11の1系統で10分「裁判所前」下車すぐ
- 尼崎支部：兵庫県尼崎市水堂町3丁目2-34　北緯34度44分38.6秒 東経135度23分51.6秒 / 北緯34.744056度 東経135.397667度
JR神戸線 立花駅 北徒歩10分
阪急電鉄 神戸本線 武庫之荘駅 南東徒歩15分
- 明石支部：兵庫県明石市天文町2丁目2-18　北緯34度38分44.7秒 東経135度0分1.3秒 / 北緯34.645750度 東経135.000361度
JR神戸線 明石駅 南東徒歩12分
山陽電鉄本線 人丸前駅 南西徒歩5分
- 柏原支部：兵庫県丹波市柏原町柏原439　北緯35度7分46.1秒 東経135度4分52.6秒 / 北緯35.129472度 東経135.081278度
JR福知山線 柏原駅 北東徒歩8分
- 姫路支部：兵庫県姫路市北条1丁目250　北緯34度49分22.2秒 東経134度41分46.2秒 / 北緯34.822833度 東経134.696167度
山陽新幹線, JR神戸線, 播但線, 姫新線 姫路駅 南東徒歩10分
山陽電鉄 山陽姫路駅 南東徒歩15分
- 社支部：兵庫県加東市社490-2　北緯34度54分53.8秒 東経134度58分9.4秒 / 北緯34.914944度 東経134.969278度
JR加古川線 社町駅又は滝野駅 東徒歩45分 神姫バス「社営業所前」東徒歩10分 中国ハイウェイバス「滝野社インター」下車タクシー10分
- 龍野支部：兵庫県たつの市龍野町上霞城131　北緯34度52分5秒 東経134度32分40.6秒 / 北緯34.86806度 東経134.544611度
JR姫新線 本竜野駅 西北徒歩20分
- 豊岡支部：兵庫県豊岡市京町12-81　北緯35度32分22.9秒 東経134度49分20.8秒 / 北緯35.539694度 東経134.822444度
JR山陰線, 京都丹後鉄道宮豊線 豊岡駅 東南徒歩15分 全但バス 豊田町停留所 徒歩2分
- 洲本支部：兵庫県洲本市山手1丁目1-18　北緯34度20分23秒 東経134度54分5.8秒 / 北緯34.33972度 東経134.901611度
洲本バスセンター（本四,JR,阪急,淡路,神姫,山陽の各バス）から南徒歩10分
- 浜坂出張所:兵庫県美方郡新温泉町芦屋6-1　北緯35度37分14.5秒 東経134度26分54.9秒 / 北緯35.620694度 東経134.448583度
JR山陰線 浜坂駅 西徒歩7分 昼間時間帯のダイヤは1時間に1本程度

## 管轄
- 本庁
  - 神戸市、三木市、三田市
- 伊丹支部
  - 伊丹市、宝塚市、川西市、川辺郡猪名川町
- 尼崎支部
  - 尼崎市、西宮市、芦屋市
- 明石支部
  - 神戸市西区、明石市
- 柏原支部
  - 丹波篠山市、丹波市
- 姫路支部
  - 姫路市、相生市、加古川市、赤穂市、高砂市、朝来市（生野地域に限る）、加古郡稲美町、播磨町、神崎郡市川町、福崎町、神河町、赤穂郡上郡町
- 社支部
  - 西脇市、小野市、加西市、加東市、多可郡多可町
- 龍野支部
  - 宍粟市、たつの市、揖保郡太子町、佐用郡佐用町
- 豊岡支部
  - 豊岡市、養父市、朝来市（生野地域を除く）、美方郡香美町（香住区、小代区を除く）
  - 浜坂出張所
    - 美方郡香美町のうち香住区、小代区、新温泉町
- 洲本支部
  - 洲本市、南あわじ市、淡路市

※ただし、伊丹・明石・柏原・洲本の各支部の合議事件、伊丹・明石・柏原の各支部の少年事件は本庁で、社・龍野の各支部の合議事件・少年事件は姫路支部でそれぞれ取り扱う。

※また、神戸市西区の人事訴訟事件は、本来の管轄である明石支部のほか、特例により本庁でも取り扱う。

※浜坂出張所は、家事審判法で定める家庭に関する事件の審判及び調停のみ扱い、その他の事務は豊岡支部が扱う。

## 歴代所長
- 吉井直昭（1987年 - 1989年  東京高等裁判所部総括判事）
- 上野茂（1993年 - 1994年 大阪高等裁判所部総括判事）
- 將積良子（2001年12月 - 2005年7月 依願退官）
- 永井ユタカ（2005年7月 - 2007年1月 大阪高等裁判所部総括判事）
- 赤西芳文（2007年1月 - 2008年10月 大阪高等裁判所部総括判事）
- 正木勝彦（2008年10月 - 2010年9月 定年退官）
- 谷口幸博（2010年9月 - 2012年4月 大阪高等裁判所部総括判事）
- 古川行男（2012年4月 - 2013年6月30日 定年退官）
- 岡原剛（2013年7月3日 - 2015年7月1日 定年退官）
- 永井裕之（2022年3月3日 - ）